# Eberhard Röhner

Eberhard Röhner, 1980

Eberhard Röhner (* 26. Februar 1929 in Brünlos, Erzgebirge; † 8. September 2017 in Berlin) war ein deutscher Literaturwissenschaftler, Hochschuldozent und Lehrstuhlleiter an der Parteihochschule des Zentralkomitees der SED „Karl Marx“, Professor für Theorie und Geschichte der Literatur, Lehrer für Deutsch und Fremdsprachen.

## Leben
Röhner besuchte (als „Arbeiterkind“) eine Oberschule und machte 1947 sein Abitur. Sogleich wurde er Neulehrer und Schulleiter einer Landschule. 1952 wurde er Bezirksschulinspektor in Dresden und später (1955) stellvertretender Leiter des Instituts für Lehrerbildung Radebeul. Von 1954 bis 1962 absolvierte er ein Fernstudium an der Pädagogischen Hochschule Potsdam im Fach Deutsch. 1958 schließlich wurde er für drei Jahre an das Institut für Fremdsprachen in Peking delegiert. Zurückgekehrt in die DDR 1960, war er bis 1962 in Leipzig am Pädagogischen Institut als Dozent am Pädagogischen Institut Leipzig mit Lehrstuhl in Deutsch tätig und begann anschließend am Institut für Gesellschaftswissenschaften in Berlin eine Aspirantur, promovierte mit einer Arbeit über deutsche Gegenwartsliteratur. Das Thema seiner Doktorarbeit lautete Arbeitergestalten in der deutschen Literatur.
Von 1966 bis 1990 arbeitete er als Oberassistent, Hochschuldozent und Lehrstuhlleiter an der Parteihochschule "Karl Marx" und war Professor für Theorie und Geschichte der Literatur. Er gab mehrere Publikationen im Laufe seiner Tätigkeit heraus. Er leitete Kurse für Neueinsteiger in die Touristik. 1991 setzte er sich schließlich zur Ruhe.
Eberhard Röhner war Mitglied des Deutschen Schriftstellerverbandes und unterhielt regelmäßige Kontakte zu Schriftstellern wie Stephan Hermlin, Erik Neutsch, Hermann Kant. Auch hatte er bis kurz vor ihrem Tod am 1. Dezember 2011 ein gutes Verhältnis zu Christa Wolf.
Röhner war verheiratet und hatte einen Sohn.

Eberhard Röhner, 1999, bei der Feier zu seinem 70. Geburtstag

## Auszeichnungen
- (Karl Friedrich-Wilhelm) Wander-Medaille in Bronze, 1954
- Pestalozzi-Medaille in Bronze, 1957
- Freundschaftsmedaille der Volksrepublik China, 1959
- Verdienstmedaille der DDR, 1972
- Ehrennadel der Gesellschaft für Deutsch-Sowjetische Freundschaft, 1981
- Banner der Arbeit, Stufe 2, 1986
- Vaterländischer Verdienstorden in Bronze und Silber (1989)[1]

## Publikationen
- Arbeiter in der Gegenwartsliteratur. Dietz Verlag 1967
- Abschied, Ankunft und Bewährung, Entwicklungsprobleme unserer sozialistischen Literatur. Dietz Verlag 1969
- Arbeiterklasse und geistig-kulturelles Leben in der entwickelten sozialistischen Gesellschaft. Parteihochschule "Karl Marx" beim ZK d. SED, Publikationsabt 1972
- Politik und Literatur. Sachbuch, Dietz Verlag 1976
- Übereinstimmung und Widerspruch: Prosaliteratur der DDR in der ersten Hälfte der sechziger Jahre. Forscher- und Diskussionskreis DDR-Geschichte, Hefte zur DDR-Geschichte; 14, Gesellschaftswiss. Forum Berlin: Helle Panke 1994
- Die Parteihochschule der SED – ein kritischer Rückblick. GNN-Verlag 2006
- Zur Relation von Subjektivität und sozialer Bindung beim Aufbau epischer Gestalten. Weimarer Beiträge, Zeitschrift für Literaturwissenschaften, Heft 5/6 1966
- Arbeitergestalten und literarisches Menschenbild. Zu Entwicklungsproblemen der epischen Literatur der DDR. In: Begegnung und Bündnis. Akademie-Verlag, Berlin 1973
- Literatur und Geschichtsbewusstsein. Interview mit Otto Gotsche. In: Weimarer Beiträge, Sonderheft 2/1968
- Gespräch mit Jurij Brězan. In: Auskünfte 2, Werkstattgespräche mit DDR-Autoren. Aufbau-Verlag, Berlin und Weimar 1984
- Literatur und Wirklichkeit. Zum literarischen Schaffen Erik Neutschs. In: Weggenossen. Fünfzehn Schriftsteller der DDR. Röderberg-Verlag, Frankfurt am Main 1975
- Jurij Brězan: Krabat und die Verwandlung der Welt. In: Weimarer Beiträge, Sonderdruck Heft 10/1977
- Wie Menschen Geschichte machen. Zu (Martin) Viertels Roman "Sankt Urban". In: Weimarer Beiträge, Heft 6/1970
- Hermann Kant zum 60. Geburtstag. In: Weimarer Beiträge, Sonderdruck Heft 6/1986
- Rede auf dem Budapester Kulturforum. Dietz Verlag Berlin 1986
- Nicht gleich, aber verwandt. Gespräch mit Stephan Hermlin. In: Argonautenschiff, Jahrbuch der Anna-Seghers-Gesellschaft, Berlin und Mainz, Heft 4/1995